# Eduard Gottlieb Kulenkamp

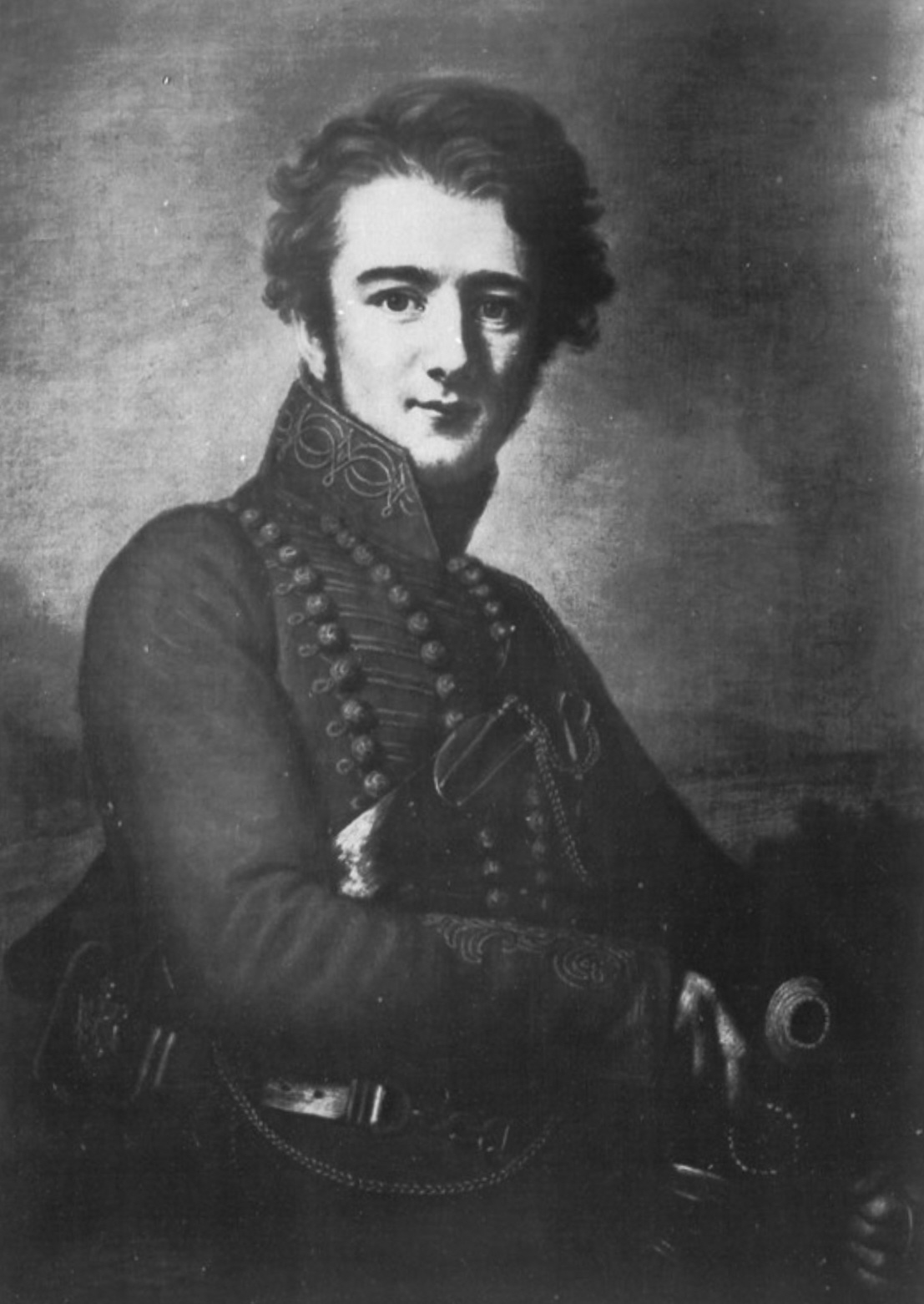
Eduard Gottlieb Kulenkamp als Freiwilliger während der Befreiungskriege

Eduard Gottlieb Kulenkamp (* 10. August 1796 in Bremen; † 5. September 1854 in Lübeck) war ein deutscher Kaufmann, Politiker und Konsul.

## Leben
Eduard Gottlieb Kulenkamp war der älteste Sohn des Bremer Kaufmanns und dänischen Konsuls Arnold Kulenkamp (1770–1826) und dessen aus Lübeck stammenden Ehefrau Charlotte Amalie, geb. Platzmann (1777–1862), einer Tochter von Conrad Platzmann (Kaufmann, 1749).
1813 nahm er als Freiwilliger in der Hanseatischen Legion an den Befreiungskriegen teil.

Rokoko-Palais von 1752 in der Königstraße, Haus der Familie Platzmann/Kulenkamp

1822 gab er sein Bremer Bürgerrecht auf, zog nach Lübeck, heiratete seine Cousine Dina Emilie Platzmann (* 11. August 1801 in Lübeck; † 29. Oktober 1870), die Tochter des Kaufmanns Conrad Platzmann, und trat in das Handelsunternehmen seines Schwiegervaters Conrad Platzmann Söhne ein.
Kulenkamp war von 1826 bis 1835 mexikanischer Konsul in Lübeck. 1834 wurde er als Nachfolger seines Schwiegervaters preußischer Konsul in Lübeck.
Er war Ältermann der Schonenfahrer-Compagnie und 1848 Mitglied der Bürgerschaft. 1849 war er stellvertretender Wortführer des Bürgerausschusses, der zwischen Bürgerschaft und Senat vermittelte. Von 1842 bis zu seinem Tod war er Ältester der Reformierten Gemeinde in Lübeck.
Beim Germanistentag 1847 wohnten die Brüder Jacob und Wilhelm Grimm in seinem Haus.

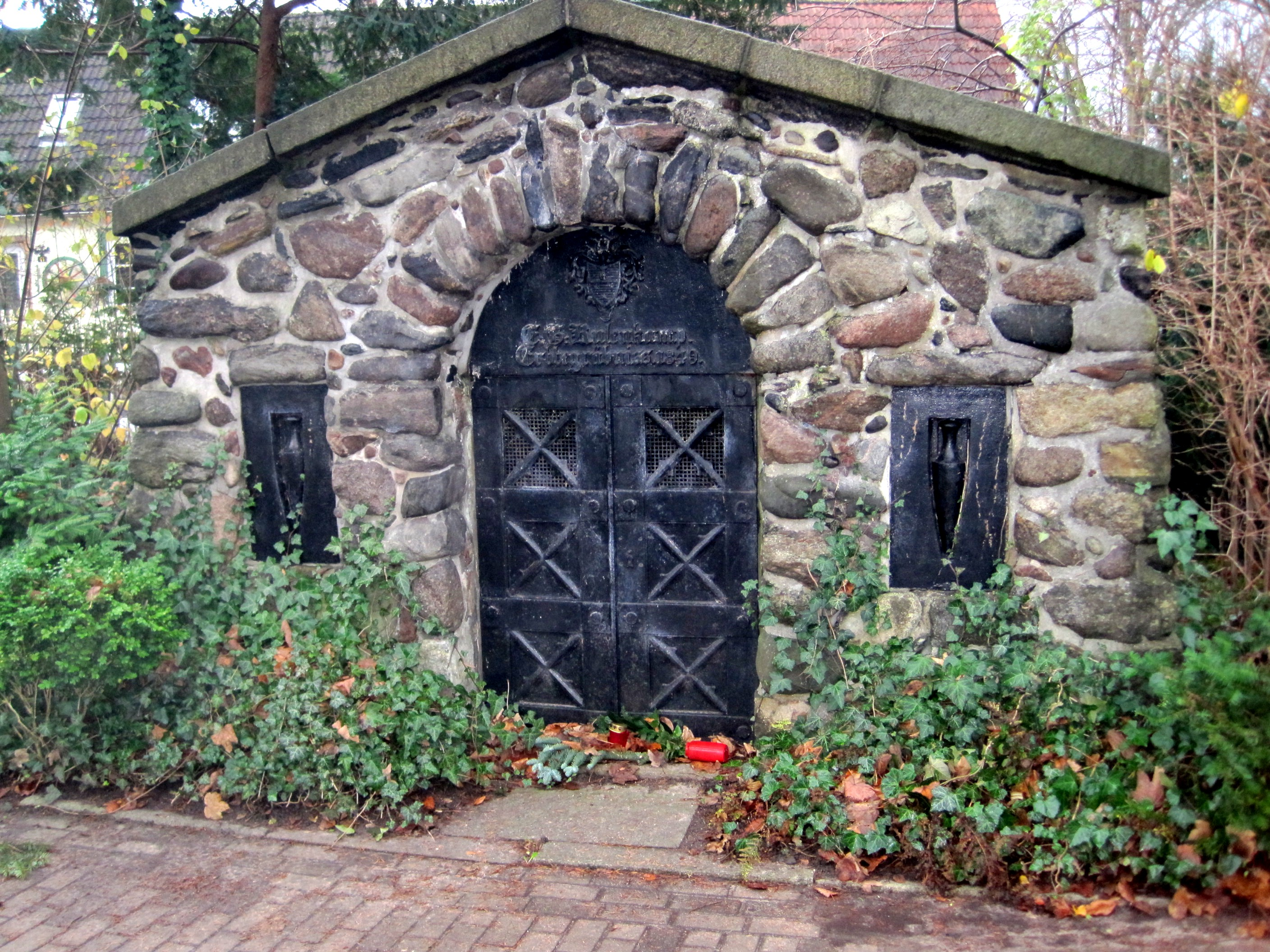
Erbbegräbnis E.G. Kulenkamp

Er wurde in der von ihm 1849 errichteten Familiengruft auf dem Burgtorfriedhof beigesetzt.
Von seinen Söhnen wurde Arthur Gustav Kulenkamp Senator und Bürgermeister in Lübeck.

## Auszeichnungen
- Kriegsdenkmünze für 1813/15 (Preußen)[7]
- Roter Adlerorden 4. Klasse

## Schriften
- (posthum) Lebenserinnerungen von Eduard Gottlieb Kulenkamp, kgl. Preußischem Consul in Lübeck. Als Ms. gedr., Wandsbek 1902